# Phosphoproteine
Phosphoproteine sind Proteine, die durch das Anhängen einer Phosphorylgruppe (Phosphorylierung) posttranslational modifiziert wurden. Die betroffenen Aminosäuren des Proteins sind meistens Serin, Threonin oder Tyrosin (Eukaryoten), beziehungsweise Asparaginsäure oder Histidin (Prokaryoten). Die Phosphorylierung wird von Proteinkinasen katalysiert und von Phosphatasen entfernt.
Die Datenbank UniProt enthielt im Jahr 2010 über 90.000 Einträge zu Phosphoproteinen. Die Datenbank PhosphoSitePlus registrierte im Jahr 2013 etwa 206.000 Phosphorylierungsstellen in knapp 20.000 Phosphoproteinen. Etwa ein Drittel des Proteoms von Säugern sind Phosphoproteine.